# Norra Möre tingslag
Norra Möre tingslag var ett tingslag i Kalmar län och från 1858 i Norra Möre och Stranda domsaga. Det bildades 1680 och upplöstes 1 januari 1948 då dess verksamhet överfördes till Norra Möre och Stranda domsagas tingslag. Tingsplats var Rockneby till 1930-talet, därefter Kalmar.

## Ingående områden
Tingslaget omfattade Norra Möre härad.